# Etelänevan-Viitasalonnevan-Seljäsennevan alue
Etelänevan-Viitasalonnevan-Seljäsennevan alue este o arie protejată (arie specială de conservare — SAC, sit de importanță comunitară — SCI) din Finlanda întinsă pe o suprafață de 2.506 ha, integral pe uscat.

## Localizare
Centrul sitului Etelänevan-Viitasalonnevan-Seljäsennevan alue este situat la coordonatele 63°49′49″N 23°48′34″E / 63.8303°N 23.8094°E.

## Înființare
Situl Etelänevan-Viitasalonnevan-Seljäsennevan alue a fost declarat sit de importanță comunitară în august 1998 pentru a proteja 1 specie de animale. Situl a fost protejat și ca arie specială de conservare în aprilie 2015.

## Biodiversitate
Situată în ecoregiunea boreală, aria protejată conține 8 habitate naturale: Lacuri și iazuri distrofice naturale, Cursuri de apă de la nivel de câmpie la nivel montan, cu vegetație Ranunculion fluitantis și Callitricho-Batrachion, Turbării active, Mlaștini turboase de tranziție și turbării mișcătoare, Izvoare fino-scandinave și mlaștini produse de izvoare bogate în minerale, Turbării Aapa, Taiga vestică, Mlaștini împădurite.
La baza desemnării sitului se află o specie protejată de  mamifere: Rangifer tarandus fennicus.
Pe lângă speciile protejate, pe teritoriul sitului au mai fost identificate 11 specii de plante, 4 specii de păsări.